# Рош Ходеш
Рош Хо́деш (ивр. רֹאשׁ חֹדֶש‎, от ראש‎ — «начало» и חדש‎ — «месяц») — еврейский «малый праздник». Приходится на первый день каждого лунного месяца (за исключением месяца тишрей, первого числа этого месяца празднуется Рош ха-Шана — «начало года», Новый год). Если в месяце — 30 дней, то 30-й день также является[кем?] праздничным, и, таким образом, Рош Ходеш продолжается 2 дня — 30-го и 1-го числа следующего месяца. В последний шаббат перед праздником (шаббат мевархим) в синагоге произносят благословение на предстоящий месяц и объявляют точную дату наступления Рош Ходеша.
Традиция празднования Рош Ходеша опирается на Книгу Исход, устанавливающую еврейский календарь:

И сказал Господь Моисею и Аарону в земле Египетской, говоря: месяц сей да будет у вас началом месяцев, первым да будет он у вас между месяцами года.
— Исх. 12:1—2